# Ongles
Ongles település Franciaországban, Alpes-de-Haute-Provence megyében. Lakosainak száma 359 fő (2022. január 1.). Ongles Lardiers, Banon, Forcalquier, Limans, Revest-des-Brousses és Saint-Étienne-les-Orgues községekkel határos.

## Népesség
A település népessége az elmúlt években az alábbi módon változott:
| Lakosok száma | 240  | 197  | 239  | 325  | 348  | 363  | 372  | 365  | 363  | 359  |
|               | 1968 | 1982 | 1990 | 2006 | 2013 | 2015 | 2017 | 2019 | 2020 | 2022 |